# Thomas Johnson
Thomas Johnson (ur. 4 listopada 1732, zm. 26 października 1819) – amerykański prawnik i polityk. W latach 1774–1776 był delegatem do Kongresu Kontynentalnego z Maryland. Został wybrany pierwszym stanowym gubernatorem stanu Maryland i piastował to stanowisko w latach 1777–1779. W latach 1792–1793 był sędzią Sądu Najwyższego Stanów Zjednoczonych.

## Życiorys
Urodził się 4 listopada 1732 roku w Saint Leonards, jako piąte z dwunastu dzieci. W młodości przeprowadził się do Annapolis, gdzie studiował prawo i ostatecznie został przyjęty do palestry.
W latach 1774–1777 wybierany był do Kongresu Kontynentalnego. Głosował za przyjęciem Deklaracji Niepodległości Stanów Zjednoczonych 4 lipca 1776 roku, jednak z powodu choroby w rodzinie nie był obecny podczas jej podpisywania 2 sierpnia.
W 1777 roku został wybrany pierwszym stanowym gubernatorem Maryland. Pierwsza konstytucja stanowa Maryland, której Johnson był współautorem, stanowiła aby obie izby stanowego parlamentu natychmiast wybrały gubernatora stanu. W głosowaniu, które odbyło się 13 lutego 1777 roku Thomas Johnson uzyskał 40 głosów, podczas gdy pozostałe głosy zostały podzielone pomiędzy jego konkurentów. Samuel Chase otrzymał 9 głosów, zaś Matthew Tilghman, George Plater i William Paca uzyskali po jednym głosie. Uroczystość zaprzysiężenia Thomasa jako gubernatora odbyła się 21 marca 1777 roku. W kolejnych latach, Johnson dwukrotnie bez opozycji ponownie był wybierany gubernatorem, aby po upływie trzech kadencji zostać zastąpionym przez Thomasa Sima Lee.
W latach 1781–1787 Johnson ponownie został członkiem Kongresu Kontynentalnego. Prezydent Stanów Zjednoczonych, George Washington, zaproponował jego kandydaturę na sędziego Sądu Najwyższego Stanów Zjednoczonych. Nominacja została zaaprobowana przez Senat Stanów Zjednoczonych 7 listopada 1791 roku a zaprzysiężenie miało miejsce 6 sierpnia 1792 roku. Johnson pełnił tę funkcję do 1793 roku. Gdy John Rutledge zrezygnował z funkcji prezesa Sądu Najwyższego, Washington zaoferował tę funkcję Johnsonowi, który jednak odmówił.
Zmarł 26 października 1819 w mieście Frederick w Maryland. Pochowany jest na lokalnym cmentarzu.